# Need for Speed: Underground
Need for Speed: Underground (NFSU) là một trò chơi điện tử đua xe và là trò chơi thứ 7 của dòng game Need for Speed do EA Black Box phát triển và do Electronic Arts phát hành vào năm 2003.
Điểm đáng chú ý ở Undergroud là sự nhấn mạnh vào văn hoá độ xe cùng chế độ Career với một cốt truyện rõ ràng. Tất cả các cuộc đua đều diễn ra trong một thành phố hiện đại vào buổi tối. Nổi bật ở Underground là những chiếc xe đua đường phố của Nhật Bản chứ không phải là các siêu xe. Underground thu gặt nhiều thành công về thương mại và là nguồn cảm hứng cho trò chơi tiếp theo trong dòng game, Need for Speed: Underground 2.
Need for Speed: Underground được phát hành cho các hệ máy Nintendo GameCube, PlayStation 2, Xbox, Microsoft Windows và Game Boy Advance.

## Cốt truyện
Người chơi ngay lập tức tham gia vào một cuộc đua nhiều vòng với một chiếc xe đã được độ: Acura Integra Type R và dễ dàng chiến thắng trước khi bị Samantha đánh thức khỏi giấc mơ ban ngày của mình.
Samantha là một người bạn của người chơi. Trong trò chơi, cô hướng dẫn người chơi tham gia những cuộc đua, giới thiệu mọi người và tạo ra những nét mới trên chiếc xe của người chơi. Eddie (cùng với chiếc xe Nissan Skyline R34 màu cam) là thủ lĩnh của Eastsiders và hiện tại đang là tay đua số một trên đường phố, cùng với bạn gái của mình - Melissa.
Thời gian trôi qua, người chơi lần lượt đánh bại các đối thủ và chiến thắng các cuộc đua. Người chơi được giới thiệu với TJ, người đã hứa sẽ cung cấp các nâng cấp nếu người chơi đánh bại được những thách thức về thời gian. Samantha cũng làm tương tự, nhưng thay vào những nâng cấp thì sẽ là những thay đổi về diện mạo bên ngoài.
Những chiến thắng liên tiếp của người chơi lại không làm cho Eddie ấn tượng. Đầu tiên, Eddie chế giễu khả năng của người chơi, nói rằng người chơi còn lâu mới có thể chinh phục khu vực của hắn. Sau lần đó, người chơi gây dựng đủ tăm tiếng và ảnh hưởng khiến Eddie không thể làm ngơ, vì vậy hắn đã thách người chơi đánh bại Samantha bằng một cuộc đua trước khi có thể đấu với hắn, và sự sẵn sàng của người chơi đã làm cho Samantha tức điên lên. Samantha đã nâng cấp động cơ chiếc Civic của cô nhằm cố gắng đánh bại người chơi, tuy nhiên sau đó cô đã thất bại. Sau cuộc đua, Eddie đã thu hồi chiếc Civic của cô.
Khi người chơi tiến gần đến vị trí số 1, Eddie một lần nữa cố gắng tống khứ đối thủ của mình. Cùng một lúc, người chơi nhìn thấy TJ trong chiếc xe của Samantha. Người chơi giành được chiến thắng trong cuộc đua nhiều vòng sau đó và trao trả lại chiếc xe cho Samantha, bù lại, cô cho phép người chơi lựa chọn một bộ thân xe cho chiếc xe của mình.
Sau đoạn đó, Eddie thách thức người chơi và bị thua cuộc. Trước khi có thể ăn mừng, một nhân vật bí ẩn lái một chiếc Nissan 350Z màu bạc thách đấu người chơi bằng một cuộc đua vòng có tên Market Street. Sau khi bị người chơi đánh bại, nhân vật bí ẩn đó đã tiết lộ mình là Melissa, bạn gái của Eddie. Sự kiện này đã đưa người chơi trở thành tay đua số một trong hội đua xe ngầm của thành phố.

## Cách chơi

Chiếc Honda Civic Si Coupe trong một cuộc đua, phiên bản PC

Circut là cuộc đua tiêu chuẩn, trong đó người chơi sẽ đua cùng tối đa 4 chiếc xe khác trên một đường đua trong một vòng hoặc nhiều hơn. Trong bốn cuộc đua cuối cùng ở chế độ Underground, người chơi sẽ chỉ đấu với một đối thủ nhưng cuộc đua sẽ lên tới bảy vòng.
Knockout Mode tương tự như các trò chơi Need for Speed trước, trong đó, ở mỗi vòng, tay đua nào vượt qua vạch đích cuối cùng sẽ bị loại, và tay đua duy nhất còn lại sẽ giành chiến thắng.
Sprint là một biến thể của chế độ Circut, trong đó các tay đua sẽ đua thẳng từ vạch xuất phát tới đích (vạch xuất phát và đích không trùng nhau) chứ không phải đua theo vòng (vạch xuất phát và đích trùng nhau). Độ dài đường đua ở chế độ này rõ ràng là ngắn hơn so với chế độ Circut, vì vậy người chơi phải hết sức cẩn thận nếu không muốn bị thất bại.
Drift (lết bánh) là một chế độ khá khó và đòi hỏi kỹ thuật cao. Chế độ này sử dụng những đường đua vòng, yêu cầu người chơi phải tích điểm bằng cách điều khiển chiếc xe của mình lết bánh qua những khúc cua với tốc độ cao - tốc độ càng cao, điểm giành được càng nhiều. Và tất nhiên, khi hoàn thành các vòng đua, người chơi nào có tổng số điểm cao nhất sẽ giành chiến thắng.
Trong khi đang đua, điểm thưởng sẽ được cộng vào tổng điểm của tay đua nếu tay đua đó lết bánh ở rìa đường, có góc lết bánh lớn hoặc lết bánh với tốc độ cao. Mỗi pha lết bánh sẽ được tính điểm riêng và được cộng vào điểm tổng, tuy nhiên nếu xe của người chơi bị đụng phải tường ở hai bên đường khi số điểm của mỗi pha lết bánh chưa được cộng vào thì số điểm đó sẽ bị biến mất (không được cộng).
Drift là chế độ đua mà thời gian hoàn thành các vòng đua không phải là vấn đề. Người chơi có thể hoàn thành vòng đua lết bánh trong thời gian tuỳ ý. Đây là một trong những lý do mà ni-trơ oxit không xuất hiện trong chế độ này.
Drag racing là chế độ đua đòi hỏi kỹ thuật cao thứ hai trong trò chơi. Trong chế độ này, người chơi sẽ đối đầu với ba tay đua khác trên một đường đua thẳng và tương đối ngắn. Tay đua nào về đích trước sẽ giành chiến thắng. Điểm đặc biệt là người chơi phải căn thời điểm chính xác để lên số xe một cách hoàn hảo và sử dụng ni-trơ oxit để vượt qua các tay đua khác. Một bảng tốc độ sẽ hiện lên ở bên trái màn hình nhằm báo hiệu cho người chơi thời điểm chính xác để lên số. Việc đổi làn đường của xe đã được máy tính phụ trách, và nhiệm vụ của người chơi là phải tập trung vào việc đưa chiếc xe của mình đến tốc độ tối đa.
Có hai trường hợp thường hay dẫn đến thất bại của các tay đua. Thứ nhất là đâm phải các vật thể trên đường (một chiếc xe chẳng hạn), khi đó chiếc xe của tay đua sẽ bị "Totaled". Vì vậy trong chế độ Drag có rất nhiều xe và chướng ngại trên đường. Thứ hai là việc động cơ bị kiệt quệ do kéo dài hết cỡ vạch màu đỏ ở bảng tốc độ khiến cho hậu quả là động cơ bị nóng quá mức.

### Độ xe

Chiếc xe Nissan Skyline GT-R

Trong bảng chọn "Car Customization", chiếc xe có thể được thay đổi với những nâng cấp về máy, các phần xe (thân xe, bánh xe,...) và màu sơn cùng những hoa văn và hoạ tiết trang trí.
Khả năng của chiếc xe của người chơi có thể được gia tăng bằng những nâng cấp về máy. Nâng cấp có thể được áp dụng với động cơ, lốp xe, bộ truyền động, bộ giảm xóc,... cũng như với bộ ni-trơ oxit và bộ nạp tốc độ. Bên cạnh đó người chơi còn có thể giảm bớt khối lượng chiếc xe. Những nâng cấp này chỉ được mở khoá khi người chơi chiến thắng các cuộc đua.

## Đón nhận và thương mại
Nói chung giới phê bình đều thích trò chơi này, mặc cho những lời chê bai về những đường đua thường hay lặp lại, trí tuệ nhân tạo không cân bằng, sự điều chỉnh không thực tế, sử dụng quá nhiều những chiếc xe chướng ngại trên đường, thiếu chế độ chơi trực tuyến trên phiên bản dành cho GameCube và Xbox, và thiếu chế độ đi rong (Free Roam). Hầu hết những lời chê bai đều đến từ phía người chơi.
Tuy vậy, IGN đã cho phiên bản PlayStation 2 số điểm 8,9/10.
Underground đã bán được 15 triệu bản trên toàn thế giới.

## Âm nhạc
| Need for Speed: Underground Soundtrack | Need for Speed: Underground Soundtrack |
| Trong khi đua                          | Trong khi đua                          |
| Nhạc sĩ                                | Bài hát                                |
| -------------------------------------- | -------------------------------------- |
| Overseer                               | "Doomsday"                             |
| The Crystal Method                     | "Born Too Slow"                        |
| Rancid                                 | "Out of Control"                       |
| Rob Zombie                             | "Two-Lane Blacktop"                    |
| BT                                     | "Kimosabe"                             |
| Static-X                               | "The Only"                             |
| Element Eighty                         | "Broken Promises"                      |
| Asian Dub Foundation                   | "Fortress Europe"                      |
| Hotwire                                | "Invisible"                            |
| Story of the Year                      | "And the Hero Will Drown"              |
| Andy Hunter                            | "The Wonders of You"                   |
| Junkie XL                              | "Action Radius"                        |
| Fuel                                   | "Quarter"                              |
| Jerk                                   | "Sucked In"                            |
| Fluke                                  | "Snapshot"                             |
| lostprophets                           | "Ride"                                 |
| Overseer                               | "Supermoves"                           |
| FC Kahuna                              | "Glitterball"                          |
| Blindside                              | "Swallow"                              |
| Trong Menu                             |                                        |
| Lil Jon & the Eastside Boyz            | "Get Low"                              |
| Mystikal                               | "Smashing the Gas (Get Faster)"        |
| Dilated Peoples                        | "Who's Who"                            |
| Nate Dogg                              | "Keep It Comin"                        |
| X-ecutioners                           | "Body Rock"                            |
| Petey Pablo                            | "Need For Speed"                       |
| T.I.                                   | "24's"                                 |